# Doștat
Doștat – wieś w Rumunii, w okręgu Alba, w gminie Doștat. W 2011 roku liczyła 483 mieszkańców.